# Plaguewielder
Plaguewielder – ósma płyta norweskiego zespołu Darkthrone, wydana 10 września 2001 roku przez wytwórnię płytową Moonfog.

## Lista utworów
| Nr | Tytuł utworu       | Słowa  | Muzyka                 | Długość |
| -- | ------------------ | ------ | ---------------------- | ------- |
| 1. | „Weakling Avenger” | Fenriz | Nocturno Culto         | 07:55   |
| 2. | „Raining Murder”   | Fenriz | Nocturno Culto         | 05:14   |
| 3. | „Sin Origin”       | Fenriz | Fenriz, Nocturno Culto | 06:45   |
| 4. | „Command”          | Fenriz | Nocturno Culto         | 08:02   |
| 5. | „I, Voidhanger”    | Fenriz | Nocturno Culto         | 05:38   |
| 6. | „Wreak”            | Fenriz | Nocturno Culto         | 09:16   |
|    |                    |        |                        | 42:50   |

## Twórcy
- Ted "Nocturno Culto" Skjellum - śpiew, gitara, gitara basowa
- Gylve "Fenriz" Nagell - perkusja
- Ole "Apollyon" Jørgen Moe - śpiew gościnnie w utworze "Command"
- Sverre Dæhli - śpiew gościnnie w utworze "Command"
- Dag Stokke - inżynieria dźwięku
- Seb A. Lüdviksun - zdjęcia w książeczce dołączonej do albumu
- Fernander Flux - oprawa graficzna albumu, zdjęcia